# Ken Kotyk
Ken Kotyk (Canora, 7 febbraio 1981) è un bobbista canadese.

## Biografia
Viene ricordato come vincitore di una medaglia di bronzo nella sua disciplina, vittoria avvenuta ai campionati mondiali del 2005 (edizione tenutasi a Calgary, Canada) insieme ai suoi connazionali Pierre Lueders, Morgan Alexander e Lascelles Brown
Nell'edizione l'oro andò alla nazionale tedesca.  Ai mondiali del 2007 vinse una medaglia d'argento sempre nel bob a quattro.